# Yellow Bird (film 1912)
Yellow Bird è un cortometraggio muto del 1912 diretto da W.V. Ranous.

## Produzione
Il film fu prodotto dalla Vitagraph Company of America.

## Distribuzione
Distribuito dalla General Film Company, il film - un cortometraggio in una bobina - uscì nelle sale cinematografiche statunitensi il 12 giugno 1912.